# Mohamed Youssouf Bathily
Mohamed Youssouf Bathily connu sous le pseudonyme Ras Bath, est un activiste et animateur de radio malien. Il fait l'objet de plusieurs détentions en prison suite à ses critiques contre des autorités et des gouvernements du Mali.

## Biographie
Mohamed Youssouf Bathily dit Ras Bath, est le fils de Mohamed Aly Bathily, ancien ministre des domaines de l'État et des affaires foncières du Mali sous le président Ibrahim Boubacar Keïta (IBK)’. Ras Bath est issu d'une fratrie de quatre frères et sœurs. Il est élevé par un oncle paternel dans la commune de Dio-Gare à Kati, ville proche de la capitale malienne Bamako. Lors de ses études secondaires, Ras Bath se cultive par des livres du rastafarisme, de Malcom X et Martin Luther King offerts par son père. Il écoute de la musique reggae et participe à des émissions radio sur le reggae à Kati et Bamako.      

### Etudes, Carrière et activisme
Ras Bath fait des études de droit au sein de la faculté de droit de l'université de Bamako. Il anime dans les années 2000 ses propres émissions radio. En 2010 avec son diplôme de maitrise en poche, il fait un master 2 à Dakar (Sénégal)’. Son activisme dans la société civile se prononce au fil des années. Il participe ainsi à la création de plusieurs mouvements. En 2011 au Sénégal, il participe à la mise en place du mouvement citoyen "Y en marre" qui a soutenu la candidature de Macky Sall à la présidentielle sénégalaise de 2012’’. Ras Bath est également membre fondateur du Collectif pour la Défense de la République (CDR) qui a fait partie de la plateforme "Antè A bana" contre le projet de révision constitutionnelle au Mali en 2017’. Il brandit le slogan "Choquer pour éduquer" pour ses prises de position lors de ses tribunes radiophoniques et dans des réunions publiques contre des autorités publiques et gouvernementales. Ras Bath est surnommé par certains de ses militants le "guide".       

### Arrestation
Lors d'émissions radio ou de réunions publiques, Ras Bath critique différents gouvernements maliens de la présidence d'IBK à la transition d'Assimi Goïta’.        
En 2016 sous la présidence d'IBK, Ras Bath tient une chronique sur une radio locale en parlant de l'action des forces armées maliennes et du gouvernement. A la suite de cette sortie, il est poursuivi pour atteinte aux mœurs et incitation à la désobéissance des troupes’.      
Après le coup d'état de 2020 au mali, en mars 2021 une plainte qui visait Ras Bath aux côtés d'autres personnalités maliennes telles que l'ancien premier ministre Boubou Cissé, pour complot contre l'Etat est abandonné’.    
En mars 2023 lors d'une assise du parti Alliance pour la solidarité au Mali de l'ancien premier ministre Soumeylou Boubèye Maïga mort en détention le 21 mars 2022, Ras Bath déclare que ce dernier a été assassiné. Suite à cette déclaration, il est poursuivi et mis aux arrêts le 13 mars 2023 et incarcéré le 28 mars 2023’’. Il est poursuivi pour deux chefs d'accusation à savoir, simulation d'infraction et atteinte au crédit de l'Etat’’. Relaxé du premier chef d'accusation depuis le 11 juillet 2023 mais toujours en détention, il est condamné en appel pour le second chef d'accusation à 18 mois de prison dont neuf avec sursis’’. Il est détenu à la prison centrale de Bamako. En mars 2025 avant que sa détention échut, un juge ordonne le renouvellement de la détention provisoire de Ras Bath jusqu'en mars 2026, afin de "préserver l'ordre public en le maintenant à la disposition de la justice, jusqu'à sa comparution devant une chambre de jugement"’’’.      